# ITRANS
La translittération des langues indiennes (ITRANS, de l'anglais : Indian languages transliteration) est un système de translittération utilisant les caractères ASCII pour les textes indiens, particulièrement pour les textes en devanagari. 

## Description
La nécessité d'un système d'encodage simple utilisant uniquement les touches disponibles sur un clavier ordinaire a été ressentie dès les premiers jours du groupe de discussion RMIM[Quoi ?], où les paroles et les anecdotes sur les chansons populaires indiennes étaient évoquées. En parallèle, une liste en sanskrit a rapidement fait apparaître la nécessité d'un codage exact et sans ambiguïté. ITRANS est apparu sur le groupe de discussion RMIM dès 1994. Cela a été mené par Avinash Chopde, qui a développé une procédure de translittération. Sa dernière version est la v5.34. La procédure permet également la conversion  automatique, du texte latin vers la version Indic.
ITRANS était utilisé pour le codage des textes indiens – sa portée est plus large que celle faite par Harvard-Kyoto[Quoi ?] pour la translittération en devanagari, avec laquelle il coïncide en grande partie, mais pas entièrement. La première liste de diffusion en sanskrit du début des années 1990, presque à la même époque que RMIM, est devenu un projet complet pour les documents sanskrits et utilise maintenant largement ITRANS, avec des milliers de textes encodés. Avec l'implémentation plus large de l'Unicode, l'IAST traditionnel est de plus en plus utilisé pour les textes électroniques.
À l'instar de la méthode de Harvard-Kyoto, la romanisation ITRANS n'utilise que des caractères trouvés sur le clavier d'ordinateur QWERTY des pays anglophones.

## Méthode de translittération ITRANS
La translittération ITRANS est donné dans les tableaux ci-dessous. La méthode ITRANS n’utilise pas de signes diacritiques, contrairement à d’autres méthodes de translittération. Lors de l'utilisation d'ITRANS, pour les noms propres, la capitalisation de la première lettre n'est pas possible car ITRANS utilise à la fois des lettres majuscules et des lettres minuscules dans sa méthode de lettrage.

### Voyelles
| Devanagari                         | Gurumukhi/pendjabi | Télougou | Kannada | Malayalam | Assamais/bengali | ITRANS  |
| ---------------------------------- | ------------------ | -------- | ------- | --------- | ---------------- | ------- |
| अ                                  | ਅ                  | అ        | ಅ       | അ         | অ                | a       |
| आ                                  | ਆ                  | ఆ        | ಆ       | ആ         | আ                | A/aa    |
| इ                                  | ਇ                  | ఇ        | ಇ       | ഇ         | ই                | i       |
| ई                                  | ਈ                  | ఈ        | ಈ       | ഈ         | ঈ                | I/ii    |
| उ                                  | ਉ                  | ఉ        | ಉ       | ഉ         | উ                | u       |
| ऊ                                  | ਊ                  | ఊ        | ಊ       | ഊ         | ঊ                | U/uu    |
| ऋ                                  |                    | ఋ        | ಋ       | ഋ         | ঋ                | RRi/R^i |
| ॠ                                  |                    | ౠ        | ೠ       | ൠ         | ৠ                | RRI/R^I |
| ऌ                                  |                    | ఌ        | ಌ       | ഌ         | ঌ                | LLi/L^i |
| ॡ                                  |                    | ౡ        | ೡ       | ൡ         | ৡ                | LLI/L^I |
| ए                                  | ਏ                  | ఎ        | ಎ       | എ         | এ                | E/ee    |
|                                    |                    | ఏ        | ಏ       | ഏ         |                  | Ē/ēē    |
| ऐ                                  | ਐ                  | ఐ        | ಐ       | ഐ         | ঐ                | Ei      |
| ओ                                  | ਓ                  | ఒ        | ಒ       | ഒ         | ও                | O/oo    |
|                                    |                    | ఓ        | ಓ       | ഓ         |                  | Ō/ōō    |
| औ                                  | ਔ                  | ఔ        | ಔ       | ഔ         | ঔ                | Ou      |
| अं(ajouté comme anusvāra)           | ਂ/ ੰ                 | అం        | ಅಂ       | ം          | অং                | M/N/.m  |
| अः                                  | ਃ                   | ಅಃ        | ಅಃ       | ഃ          | অঃ                | H       |
| अँ                                  | ਂ/ ੰ                 | అఁ        |         |           | অঁ                | .N      |
| ्(virāma/halant)                    | ੍                   | ్         | ್        | ്          | ্                 | .h      |
| Udāta/Udaat                        | ੑ                   |          |         |           |                  |         |
| ऽ(avagraha:élision pendant sandhi) |                    | ఽ        | ಽ       | ഽ         | ঽ                | .a      |
| ॐ (symbole Om)                     |                    | ఓం        |         |           |                  | OM, AUM |

### Consonnes
Les lettres de consonnes devanagari incluent un son implicite [a].  Dans tous les systèmes de translittération, ce son doit être représenté explicitement. 
| क   | ख   | ग  | घ       | ङ    | Vélaire      |
| ka  | kha | ga | gha     | ~Na  |              |
| च   | छ   | ज  | झ       | ञ    | Palatale     |
| cha | Cha | ja | jha     | ~ na |              |
| ट   | ठ   | ड  | ढ       | ण    | Rétroflexe   |
| Ta  | Tha | Da | Dha     | Na   |              |
| त   | थ   | द  | ध       | न    | Dentale      |
| ta  | tha | da | dha     | na   |              |
| प   | फ   | ब  | भ       | म    | Labiale      |
| pa  | pha | ba | bha     | ma   |              |
| य   | र   | ल  | व       |      | Semi-voyelle |
| ya  | ra  | la | va / wa |      |              |
| श   | ष   | स  | ह       |      | Fricative    |
| sha | sha | sa | ha      |      |              |

### Groupes de consonnes irrégulières
| Devanagari | ITRANS          |
| ---------- | --------------- |
| क्ष         | kSa / kSha / xa |
| त्र         | tra             |
| ज्ञ         | GYa / j ~ na    |
| श्र         | shra            |

### Consonnes avec nuqta
| Devanagari | ITRANS      |
| ---------- | ----------- |
| क़          | qa          |
| ख़          | Ka          |
| ग़          | Ga          |
| ज़          | za          |
| फ़          | fa          |
| ड़          | . Da / Ra   |
| ढ़          | . Dha / Rha |